# George Dent
George Dent (ur. 1756, zm. 2 grudnia 1813) – amerykański polityk. W latach 1793–1801 przez cztery kadencje Kongresu Stanów Zjednoczonych był przedstawicielem pierwszego okręgu wyborczego w stanie Maryland w Izbie Reprezentantów Stanów Zjednoczonych.